# João Manuel de Castela
João Manuel de Castela (em castelhano: Don Juan Manuel; Escalona, 5 de maio de 1282 — Córdova, 13 de junho de 1348) foi um príncipe, político e escritor de língua castelhana, um dos principais representantes da prosa medieval, graças à sua principal obra El conde Lucanor, um conjunto de exempla, contos moralistas.

## Biografia
Era filho do infante Manuel de Castela, senhor de Escalona e de Penafiel, e de Beatriz de Sabóia, e sobrinho do rei Afonso X de Castela e neto de Fernando III. De seu pai herdou o senhorio de Villena, Escalona e Peñafiel, e posteriormente em 1330 o título de príncipe de Villena de Afonso IV de Aragão.
Educado como um nobre perdeu os seus pais aos oito anos de idade pelo que desde muito cedo dispôs do património familiar, participando, com doze anos, na guerra contra os mouros do Reino de Granada e do Reino de Múrcia, converteu-se num dos homens mais ricos e poderosos da sua época.
 As primeiras iniciativas políticas do jovem filho do infante Dom Manuel correspondem aos primeiros anos da menoridade de Fernando IV, quando, desprovido do apoio militar das tropas castelhanas diante de invasão aragonesa, toma a decisão de entregar o reino de Múrcia a Jaime II de Aragão, preservando, no entanto, o cargo de Adelantado maior de Múrcia, delegado agora pelo rei aragonês. Consciente da predominância política e militar de Aragão em relação aos outros reinos peninsulares neste período, Dom João contrai matrimônio com uma das filhas de Jaime II, conseguindo deste modo o principal aliado para os seus empreendimentos futuros. 
Dom João Manuel teve confrontos constantes com os reis de Castela seus contemporâneos: Fernando IV e Afonso XI.  
Chegando ao auge de seu poder como tutor régio durante a menoridade de Alfonso XI e depois como sogro do jovem rei, inesperadamente se encontra traído e humilhado pelo desprezo do rei, que tranca sua filha Constança Manuel no castelo de Toro e arranja um novo matrimônio com a infanta portuguesa. Um dos mais poderosos homens de Castela, reage rebelando-se contra seu rei, para defender a sua honra e manter a dignidade do seu estado de filho de um infante. Ele declara guerra a seu senhor natural, arrasa os territórios cristãos e faz um acordo com o rei mouro de Granada. Submetido e expulso do âmbito político, Dom João se dedica à produção letrada que acabou se tornando a maior representação nobiliária do século XIV. 
Dada a necessidade de paz interna para fazer face às ameaças dos mouros de Marrocos, foram celebradas tréguas entre Afonso XI e João Manuel, por mediação de Joana Núñez (sogra do infante pelo seu terceiro matrimónio) conseguindo que o rei devolvesse os bens e honrarias anteriormente confiscados e a autorização real para o casamento português de D. Constança, permitindo a aliança castelhano-portuguesa que venceu os mouros na Batalha do Salado e posterior conquista de Algeciras.
Após estes acontecimentos, o infante João Manuel deixou a vida política e retirou-se para Castillo de Garcimuñoz, onde passou os últimos anos entregue à literatura.

## Literatura
De João Manuel de Castela conservaram-se oito obras:
- Crónica abreviada (anterior a 1325).
- Libro de la caça (1325/26).
- Libro del cavallero et del escudero (1326/28).
- Libro de los estados (1330).
- El Libro del conde Lucanor (1335).
- Tractado de la Asunción de la Virgen María (posterior a 1335).
- Libro de las armas (posterior a 1337).
- Libro de castigos et de consejos (1336/37).

Sabe-se ainda que foram perdidas cinco obras.
A produção de D. João Manuel classifica-se em três etapas:
- Na primeira, a sua obra é claramente influenciada pelo trabalho conjunto com seu tio, o rei Afonso X de Castela, seguindo D. João Manuel nesta etapa os modelos genéricos afonsinos: historiografia, assuntos cinegéticos, disposições jurídicas sobre cavalaria, etc.
- Na etapa seguinte, a sua criação torna-se pessoal, com o fim de utilizá-la para reclamar a sua categoria social, posta em causa pelas confrontações com o rei. O primeiro exemplo é o "Libro del cavallero et del escudero", cujas preocupações didácticas assentam numa estrutura dialogada, e aqui também se inclui a célebre obra "El conde Lucanor".
- Por último, a partir de 1337 as suas obras são têm uma origem puramente literária, deixando atitudes excessivamente exemplificantes.

O estilo de D. João Manuel de Castela caracteriza-se pela sobriedade e precisão, que ele mesmo definia desta forma "…todas las razones son dichas por muy buenas palabras et por los más fermosos latines que yo nunca oí decir en libro que fuese fecho en romance".

## Matrimónios e descendência
João Manuel de Castela casou três vezes, escolhendo sempre alianças por conveniência política e económica. Também para os seus filhos procurou casamentos em casas reais:
O primeiro casamento foi em Perpignan no dia 29 de novembro de 1299 com Isabel de Maiorca, filha de Jaime II de Maiorca, sem geração.
O segundo casamento foi em Játiva no mês de abril de 1312 com a infanta Constança de Aragão, filha de Jaime II de Aragão, com quem teve três filhos:
- Constança Manuel (1323-1345), casada com o rei Pedro I de Portugal;
- Beatriz, que morreu jovem;
- Manuel, que morreu jovem.

O terceiro casamento foi em Lerma no mês de janeiro de 1329 com Branca Nunes de Lara, neta do infante Fernando de La Cerda (filho de Afonso X), de quem teve dois filhos:
- Fernando Manuel (1332-1350),[1] I duque de Villena e III senhor de Escalona e de Peñafiel, casado com Joana de Ampurias, filha de Ramón Berenguer, conde de Ampurias,[6] filho de Jaime II de Aragão;
- Juana Manuel (1339-27 de março de 1381), III duquesa de Villena e V senhora de Escalona e de Peñafiel, que casou em 27 de julho de 1350 com o rei Henrique II de Castela.[6][1]

Fora do casamento teve dois filhos ilegítimos de Inês de Castanheda:
- Sancho Manuel de Vilhena (1320-1347).[1] Fronteiro-Mor do Reino de Múrcia, Alcaide de Lorca, senhor de Carcelén e de Montealegre. Casado com Leonor González de Manzanedo (com descendência);
- Henrique Manuel de Vilhena (1337-1390),[1] 1.º conde de Seia, 1.º senhor de Cascais, dos Paços de Sintra, da Terra de Lafões e doutras terras, acompanhou a sua meia irmã Constança quando esta veio para Portugal. Nomeado conde de Seia pelo seu cunhado, o rei Pedro I de Portugal. Casado com Brites de Sousa (com descendência).[7][8]